# Alfords Point
Alfords Point ist ein Stadtteil von Sydney, der Hauptstadt des australischen Bundesstaats New South Wales.

## Geographie
Alfords Point gehört zum Verwaltungsgebiet Sutherland Shire und ist Teil der Metropole Sydney. Der am Georges River gelegene Stadtteil ist etwa 22 km vom Stadtzentrum entfernt und mit 1218 Einwohnern/km² sehr dicht besiedelt.

## Geschichte
Das Gebiet wurde angeblich nach John Alford benannt, der jedoch das Land dort besaß, wo heute Sandy Point liegt. Aufgrund der unvorteilhaften Lage wurde der Ort erst in den 1970er-Jahren besiedelt, nachdem die Brücke über den Georges River gebaut worden war.

## Demographie
Mit Stand von 2021 hatte Alfords Point 3131 Einwohner, von denen 2973 die australische Staatsangehörigkeit besaßen. 31 Personen im Ort waren Aborigines.
In Alfords Point wohnten mit 70 Menschen (2,24 %) überdurchschnittlich viele Personen aus dem Libanon (landesweit: 0,34 %). Weitere Einwohner, die im Ausland geboren wurden, kamen aus England (68), Nordmazedonien (67) und Griechenland (35).
Das Medianalter lag bei 43 Jahren. Das mittlere Einkommen pro Person betrug 956 Australische Dollar, das mittlere Haushaltseinkommen lag bei 2969 AUD, womit es zu den höheren Haushaltseinkommen im landesweiten Vergleich (1746 AUD) zählte.

## Öffentliche Einrichtungen
In Alfords Point gibt es eine Bildungseinrichtung, nämlich die Alfords Point Public School. Weiterhin gibt es zwei Parks sowie zwei öffentliche Sportstätten.